# Menschenrechtsbildung
Die Menschenrechtsbildung soll zu der Fähigkeit führen, seine eigenen Rechte wahrzunehmen und sich für seine eigenen Rechte sowie die Rechte anderer aktiv einzusetzen.

## Definition
Zu Menschenrechtsbildung und -training gehören laut Deklaration der Vereinten Nationen „alle Aktivitäten in den Bereichen Bildung, Ausbildung, Information, Sensibilisierung, Bewusstseinsbildung und Lernen, die auf die Förderung der universellen Achtung und Einhaltung aller Menschenrechte und Grundfreiheiten gerichtet sind“. So kann Menschenrechtsbildung dazu beitragen, Menschenrechtsverletzungen und -übergriffe zu identifizieren, vorzubeugen und den Aufbau einer Kultur der Menschenrechte in der Gesellschaft zu unterstützen. Um dies leisten zu können, brauchen die Akteure Kenntnisse, Fähigkeiten und Verständnis bezüglich der Menschenrechte und ihrer Umsetzung und die Möglichkeit zum Austausch und der Reflexion und Entwicklung von Einstellungen und Verhaltensweisen hierzu.
Menschenrechtsbildung und -training ist ein lebenslanger Prozess, der alle Altersgruppen betrifft und der auf allen gesellschaftlichen Ebenen stattfinden soll. Hierin sind alle Formen von Lernen, Bildung und Ausbildung von der frühen Kindheit bis den Aus- und Weiterbildungsbereich der Erwachsenen einbezogen, in formalen, nonformalen und informellen Kontexten, im öffentlichen und privaten Bereich. Menschenrechtsbildung findet auch in der Weitergabe von Informationen, der Bewusstseinsbildung und der Sensibilisierung der Öffentlichkeit statt. Die Wahl von Inhalten und Methoden soll sich nach der Zielgruppe und den Bedürfnissen und Voraussetzungen der Teilnehmenden richten.
Menschenrechtsbildung umfasst die Wissensebene, die Bewusstseinsebene und die Handlungsebene und lässt sich so in „Bildung über-für-durch Menschenrechte“ aufteilen, wobei die Bereiche einander überlappen und eine Berücksichtigung aller Aspekte für die erfolgreiche Umsetzung notwendig ist.
Bildung über Menschenrechte meint die Wissensebene und bedeutet die „Bereitstellung von Wissen und das Verständnis für Normen und Prinzipien der Menschenrechte sowie der ihnen zugrunde liegenden Werte und Mechanismen zu ihrem Schutz“.
Bildung durch Menschenrechte meint die Bewusstseinsebene und bedeutet die „Formen des Lernens und Unterrichtens, welche die Rechte sowohl der Lehrenden als auch der Lernenden achten“.
Bildung für Menschenrechte meint die Handlungsebene und „bedeutet Menschen darin zu stärken, ihre Rechte wahrzunehmen und auszuüben sowie die Rechte anderer zu achten und hochzuhalten“.
Am 10. Dezember 2004 rief die Generalversammlung das bis 2019 laufende Weltprogramm für Menschenrechtsbildung aus.

## Rechtliche Verankerung
Ein wichtiges Dokument für die Inhaltsbestimmung von Menschenrechtsbildung ist die Erklärung der Vereinten Nationen zu Menschenrechtsbildung und -ausbildung, die von der Generalversammlung der Vereinten Nationen am 19. Dezember 2011 angenommen wurde. Diese ist nicht rechtsverbindlich, stellt aber einen aktuellen Referenzrahmen dar, indem sie das gemeinsame Verständnis der Staaten wiedergibt. Darin wird die Bedeutung der Menschenrechtsbildung für die Einhaltung und Achtung der Menschenrechte zum Ausdruck gebracht. Artikel 1 dieser Erklärung stellt klar, dass jeder Mensch Kenntnis und Zugang zu Menschenrechten und Menschenrechtsbildung haben soll. Diese ist „von wesentlicher Bedeutung für die Förderung der universellen Achtung und Einhaltung aller Menschenrechte und Grundfreiheiten für alle, in Übereinstimmung mit den Prinzipien der Universalität, Unteilbarkeit und Interdependenz der Menschenrechte“.
Menschenrechtsbildung ist eng verknüpft mit dem Recht auf Bildung, beide bedingen und fördern sich wechselseitig und richten sich an jeden Menschen und alle Altersstufen. Ziel von Bildung ist die Entfaltung der Persönlichkeit, die Entwicklung eines Bewusstseins der eigenen Würde, die Achtung der Mitmenschen, die Vorbereitung auf ein verantwortungsvolles Leben und gesellschaftliche Teilhabe. Diese Entwicklung und Reflexion von Normen und Werten, ihrer Relevanz für das eigene Leben und die Befähigung, sich für die eigene Rechte und die des anderen einzusetzen, können durch Menschenrechtsbildung nicht nur im schulischen, sondern auch im außerschulischen Bereich unterstützt und ergänzt werden. In einer durch Menschenrechte geprägten Lebens- und Lernkultur können Kinder und Jugendliche Prinzipien wie Freiheit, Gleichheit und Solidarität erfahren, sich in der Umsetzung ausprobieren und werden so in die gesellschaftliche Gestaltung einbezogen.
Das Recht auf Bildung findet sich in unterschiedlichen Rechtsdokumenten, wodurch seine Bedeutung und sein Auftrag als einen lebenslangen Bildungs- und Auseinandersetzungsprozess, gestärkt wird:
- Artikel 26 der Allgemeinen Erklärung der Menschenrechte

- Artikel 13 des UN-Sozialpaktes

- Artikel 29 der UN-Kinderrechtskonvention

- Artikel 24 Absatz 1a der UN-Behindertenrechtskonvention

Hinzu kommt die bildungspolitische Verpflichtung des Staates zur Bekämpfung von Diskriminierung, wie sie in
- Artikel 10c der UN-Frauenrechtskonvention

- Artikel 7 der UN-Rassendiskriminierungskonvention

genannt werden und sicherstellen, dass niemand durch Ausgrenzung und Diskriminierung an der Wahrnehmung dieses Rechtes gehindert wird.

## Ziel von Menschenrechtsbildung
Ziel von Menschenrechtsbildung ist nach Art 4 der Erklärung der Vereinten Nationen über Menschenrechtsbildung und -training das Schaffen von „Bewusstsein, Verständnis und Akzeptanz der universellen Normen und Prinzipien der Menschenrechte sowie der Garantien auf internationaler, regionaler und nationaler Ebene für den Schutz der Menschenrechte und Grundfreiheiten zu stärken“. Es geht darum, durch Menschenrechtsbildung „eine universelle Kultur der Menschenrechte zu fördern, in der sich jede/r der eigenen Rechte und der Verantwortung gegenüber den Rechten anderer bewusst ist, und um die Entwicklung des Individuums als verantwortungsvolles Mitglied einer freien, friedlichen, pluralistischen und inklusiven Gesellschaft zu fördern“. Hierbei geht es um die tatsächliche Verwirklichung und Berücksichtigung aller Menschenrechte sowie um die Förderung von Toleranz, Nichtdiskriminierung und Gleichheit aller Menschen im Hinblick auf die Gültigkeit ihrer Rechte. Dies findet sich auch in der angestrebten Chancengleichheit im und durch den „Zugang zu Menschenrechtsbildung und -training in hoher Qualität“. Menschenrechtsbildung und -training trägt zur „Vermeidung von Menschenrechtsverletzungen und Übergriffen sowie zur Bekämpfung und Beseitigung aller Formen von Diskriminierung, Rassismus, Vorurteilen, Anstiftungen zu Hass und den zugrundeliegenden schädlichen Einstellungen und Vorurteilen“ bei.

### Differenzierung dieses Ziels und seine Bedeutung für die Umsetzung
Menschenrechtsbildung hat zum Ziel, die Menschenrechte mit dem Alltag der Menschen in Bezug zu setzen und Situationen zu identifizieren, in denen die Einhaltung der Rechte einzelner Menschen gefährdet sind. Es ist Ziel, das gesellschaftliche Miteinander entsprechend der Aussagen der Menschenrechte zu gestalten und weiterzuentwickeln. Menschenrechtsbildung kann dazu beitragen, dass individuelle und gesellschaftliche Konflikte angemessen gelöst werden und eine Gestaltung der Gegenwart und Zukunft möglichst gerecht stattfindet. Durch Bezugnahme auf die Menschenrechte besteht eine universelle Handlungsmaßgabe, die unabhängig von politischen Überzeugungen, Weltanschauung, Religion, Tradition etc. gilt und so Schutz vor staatlicher Macht, gesellschaftlicher Ausgrenzung, Diskriminierung und individuellen Übergriffen bietet.
Menschenrechtsbildung trägt dazu bei, eine „Kultur der Menschenrechte“ zu entwickeln, indem sie ein Bewusstsein dafür schafft, dass für jeden Mensch dieselben Rechte gelten und es im Miteinander darum geht, die eigenen Rechte mit den Rechten der/des Anderen in Beziehung zu setzen und auszubalancieren. In Menschenrechtsbildung und der Auseinandersetzung mit gesellschaftlichen und individuellen Lebenssituationen sind der gegenseitige Respekt und die Solidarität mit dem anderen, die Anerkennung seiner Würde, die Begegnung auf Augenhöhe und der Einsatz für die gemeinsamen Rechte wichtige Aspekte. Voraussetzung für diese Kultur der Menschenrechte ist die allgemeine Akzeptanz der Menschenrechte als „verbindliche Vorgabe für den Staat und als Maßstab für gesellschaftliches und zwischenmenschliches Handeln“. Hierzu zählt auch das Bewusstsein, dass die Menschenrechte für alle Menschen gelten (Universalität), eine besondere Herausforderung in einer zunehmend vielfältiger werdenden Gesellschaft. Außerdem ist die Unteilbarkeit der Menschenrechte zu beachten: Sie bedingen sich und sind voneinander abhängig, keines ist mehr wert als ein anderes, es geht um die Balance zwischen unterschiedlichen Perspektiven und Bedürfnissen.
Menschenrechtsbildung ist ein lebenslanger Prozess für Menschen aller Altersstufen, insbesondere aber für Kinder und Jugendliche. Für die Entwicklung einer „Kultur der Menschenrechte“ ist es sinnvoll und notwendig, junge Menschen früh mit Menschenrechtsbildung in Kontakt zu bringen, und ihnen so zu ermöglichen, sich mit den eigenen Rechten, aber auch mit denen der anderen auseinander- und für sie einzusetzen. Sie können als Gestalter zukünftiger gesellschaftlicher Prozesse so schon früh Erfahrungen sammeln und entsprechend ihrer Fähigkeiten an diesem Entwicklungsprozess teilhaben. Damit ihnen dies ermöglicht und sie hierin begleitet werden, ist es notwendig, dass auch Erwachsene sich mit Menschenrechtsbildung auseinandersetzen und so Vorbild und Unterstützer, aber auch selbst Akteure und Gesellschaftsgestalter sind.
Weitere wichtige Ziele von Menschenrechtsbildung sind die Chancengleichheit aller beim Zugang zur Menschenrechtsbildung mit hoher Qualität und die Bekämpfung von Diskriminierung, Rassismus, Vorurteilen, Anstiftungen zu Hass und deren zugrunde liegenden Haltungen und Einstellungen (vgl. Erklärung der Vereinten Nationen über Menschenrechtsbildung und -training, 2011, Art. 4).

## Inhaltliche Grundlagen und Verantwortung in der Umsetzung
Menschenrechtsbildung ist als Bestandteil der Menschenrechte unverzichtbar für die Auseinandersetzung mit Menschenrechten, ihrer Entwicklung und Umsetzung. Menschenrechtsbildung orientiert sich an den zugrunde liegenden gesellschaftlichen Kontexten und den Voraussetzungen des Lernenden sowie seinen aktuellen Lebensweltbezügen. Sie betrachtet rechtliche und politische, aber auch pädagogisch- präventive Aspekte der Menschenrechte. Menschenrechtsbildung bedeutet nicht nur, Menschenrechte zu kennen und zu vermitteln, sondern sie auch zu respektieren und schützen, sie einzufordern, sie zu überwachen und zu schützen. Menschenrechtsbildung ist so Wissens- und Wertevermittlung.
Hauptverantwortlich für die Verwirklichung von Menschenrechten und so auch Menschenrechtsbildung ist der Staat, in dem er Menschenrechtsbildung ermöglicht und unterstützt. Menschenrechtsbildung richtet sich an jeden Menschen als Träger von Rechten, aber auch an Menschen als Träger von Pflichten z. B. an Tätige in Regierungen, Verwaltungen, Gesundheitswesen, Bildungswesen etc. mit der Aufgabe der Einhaltung der Menschenrechte und dem Ermöglichung von Menschenrechtsbildung. Für die Umsetzung dieser Aufgabe brauchen diese Personenkreise eine entsprechende Ausbildung und unterstützende Rahmenbedingungen sowie die Vernetzung mit anderen Unterstützern sowie Beschwerdemöglichkeiten um Menschenrechtsverletzungen deutlich zu machen und auf sie einwirken zu können.
Die den Menschenrechten und so auch der Menschenrechtsbildung zugrunde liegenden Werte sind Freiheit, Solidarität und Gleichheit. Wichtiger Aspekt der Menschenrechtsbildung ist Toleranz im Sinne der Anerkennung der gleichen Rechte beim Gegenüber und der gleichzeitigen Akzeptanz unterschiedlicher Lebensentwürfe und menschlicher Vielfalt („Die Toleranz der Differenz folgt aus der Akzeptanz der Gleichberechtigung“, Fritzsche 2004, 3).